# Jette Torp
Jette Torp, född Andersen 16 december 1964 på Frederiksberg, är en dansk popsångerska och entertainer.
När Jette Torp var fem år gammal flyttade familjen till Jylland, varifrån hennes båda föräldrar kom. Hon växte upp i det lilla samhället Ry, som är beläget mellan Skanderborg och Silkeborg. Hon tog lektioner i piano, gitarr och blockflöjt och efter folkskolan tog hon lektioner vid Mellerup Musik Efterskole. Efter avlagd studentexamen började hon på Århus universitets musikvetenskapliga fakultet men slutförde aldrig utbildningen. Hon blev istället utbildad musikpedagog från Det Jyske Musikkonservatorium 1988. 
Under studierna uppträdde hon med en jazztrio på Århus värdshus och jazzklubbar, men det var som medlem av tjejtrion Dirty Dolls som de första framgångarna kom. I samarbete med Finn Nørbygaard genomförde trion en varieté i Randers 1988 och Torp deltog själv i Nørbygaards show Biz, som representerade DR i Montreauxfestivalen 1992. Hon debuterade som solist i sin egen show It’s showtime folks och i samarbete med Nørbygaard anordnade hon showen Musik & Fis 1994-1995, vilket blev en succé. Därefter blev hon åter solist i den egna showen, Jette Torp Show, och spelade tillsammans med flera olika orkestrar. Hon sjöng den danska versionen av titelmelodin till Disneyfilmen Ringaren i Notre Dame 1996. Hon har även gjort flera turnéer tillsammans med skådespelaren Kurt Ravn.
Torp deltog i Melodi Grand Prix 1997 med låten Utopia och uppnådde en andraplats. Därefter inledde hon ett samarbete med Jan Glæsels orkester och spelade in låten Endnu en dag 1998 för Danske Gymnastik- og Idrætsforeningers (D.G.I.) räkning. Samma år debuterade hon som soloartist med albumet Here I Am. Året därpå gav hon ut albumet What if I do, vilken resulterade i en guldskiva. På våren år 2000 bildades Jette Torp Band, vars första konserter var på den danska ambassaden i Beijing, samt i ett uppträdande i kinesisk TV. Till dagens dato har hon utgivit albumen New Tracks (2001), Snowflakes in Fire (2002), Past the point of rescue (2003), MikrofonSangerinde (2007) och Der er ingenting i verden så stille som sne (2009) och uppträtt i olika varietéer på Tivoli Friheden i Århus. Hon har även deltagit i Vild med dans 2008, vilket är den danska motsvarigheten till Let’s Dance i Sverige. Hon debuterade som skådespelare i rollen som Judy Garland i musikföreställningen End of the Rainbow på Landsteatret 2011.
Jette Torp är idag gift med Klaus Pilgaard sedan 2004. Hon är syster till sångerskan Dorthe Andersen.

## Diskografi
- Here I Am (1997)
- What if I do (1999)
- New Tracks (2001)
- Snowflakes in Fire (2002)
- Past the point of rescue (2003)
- MikrofonSangerinde (2007)
- Der er ingenting i verden så stille som sne (2009)
- Close to you (2011)

## Utmärkelser
- SAS Kulturpris (1996)